# الفساد في السودان
يحدث الفساد على نطاق واسع في السودان، ولهذا تُعد أحد أكثر الدول فساداً في العالم. وفقاً لمؤشر مُدركات الفساد الذي أصدرته منظمة الشفافية الدولية في 2011، كان ترتيب السودان 177 من أصل 183 دولة من حيث الفساد، ووفقاً لإحصائية مؤشرات الحكم الدولية التي أجراها البنك الدولي، والتي استخدمت مقياساً يندرج تحت 100 نقطة، أحرزت السودان رقماً بين ال0 وال10 في كل خانة تم التطرق إليها، ومن ضمنها 0.9 في خانة الاتزان السياسي، 6.2 في خانة سيادة القانون، 7.2 في خانة جودة التنظيم الحكومي، 6.7 في خانة الكفاءة الحكومية و4.3 في خانة مكافحة الفساد. في مؤشر مُدركات الفساد الذي أُصدر عام 2013، كان ترتيبها 174 من أصل 177 دولة. في 2011، قامت منظمة فريدم هاوس (بيت الحرية) بتسمية السودان أحد أسوأ الولايات من حيث الالتزام بحقوق الإنسان.
تُبرز بيئة العمل في السودان تحدياً للمتنقلين بها يجعلها أحد أعسر بيئ العمل في العالم، حيث تُعد القطاعات التي يتركز بها الاستثمار الأجنبي، مثل قطاعات البناء والمواصلات، معرضةً بشدة للفساد، وهذا مُعترف به عالمياً. يتواجد الفساد في كل قطاع اقتصادي وفي كل بعد من أبعاد الحكومة السودانية، ويأخذ عدة أشكال، منها «الفساد المالي والسياسي، المحسوبية، واستغلال السلطة». وفقاً للمجموعة السودانية للديموقراطية أولاً، يُعد الفساد الذي يتضمن مبالغ صغيرة مستفشياً في المجتمع السوداني، ويشكل عائقاً لكل المواطنين المستخدمين للخدمات التي تقدمها الحكومة.
أحد المصادر ينوه لشدة انتشار «الفساد المتضمن لمبالغ صغيرة وكبيرة» وشيوع ظاهرة «اختلاس الأموال الحكومية»، وبالإضافة ينبه إلى وجود «نظام سياسي يعمل على الواسطة قام بفرض نفسه في جميع أرجاء المجتمع السوداني»، كما يذكر أن حالة عدم الاتزان السياسي التي تتسم عليها الدولة تقلل من وضوح آثار الفساد. بينما يقوم نظام الواسطة بالتأثير سلبياً على أداء الأعمال في السودان، يؤدي الفساد الذي يحصل في الصفوف العسكرية والسياسية إلى تقييد الحقوق المدنية الممنوحة لمواطني السودان.
في الأعوام الأخيرة، تمتعت السودان بنمو اقتصادي سريع يعود إلى امتلاكها لموارد طبيعية يتواجد طلب عالي عليها، وهذا أدى إلى ازدياد في الفرص التي تسمح بممارسة الفساد.
تستمر الأزمات الإنسانية والسياسية في البلاد، مما يزيد من تعقيد جهود مكافحة الفساد، حيث يتطلب الوضع الأمني المتدهور استجابة عاجلة من السلطات لضمان المساءلة والشفافية.

## خلفية
قام العقيد عمر البشير بالاستيلاء على السلطة في انقلاب 1989 وصعد إلى الرئاسة في 1993، وقام بأخذ العديد من المقاييس المصممة لإسكات المعارضين له.
انتهت الحرب الأهلية السودانية الثانية في 2005، وبعد هدنة طويلة، حاز جنوب السودان على الاستقلال في 2011. رغم ذلك، ظل الفساد مستفشياً، وفي هذه الأثناء ظهر صراع جديد في دارفور بين قوى الجنجاويد المدعومة من قبل الحكومة وجماعات متمردة ساعية للسيطرة على الموارد الطبيعية المتواجدة في السودان. بينما قارب 2008 على الانتهاء، اصطلح على تسمية الصراع بالإبادة الجماعية ودعت المحكمة الجنائية الدولية لاعتقال البشير.

## الفساد في القطاع العام
يسود الفساد في صفوف المسؤولين الحكوميين السودانيين، والذين يمارسون أعمالهم باستمرار وبحصانة كاملة، عالمين أنه من شبه المستحيل أن يتم بدء تحقيق ضدهم من أجل أي مخالفة للقانون. تنص المصادر أن وجود فرص لممارسة أعمال الفساد يرجع إلى أساليب الحكم الغير فعالة التي تستعملها الحكومة السودانية بالإضافة إلى الفوضى التي تعم نظامها البيروقراطي، وهذه الظاهرة تترافق مع انعدام للشفافية وافتقار لسجلات حكومية مفصلة، ولهذا يتم طلب الرشاوي بكثرة من قبل الموظفين الحكوميين.

### الرشوة
من المعهود أن يقوم العمال الحكوميون بطلب رشوة من المواطنين لمنح خدمات لدى المواطنين حق قانوني أن يكتسبوها. أدلى تقريباً ربع من هؤلاء الذين استجابوا لإحصائية أجرتها منظمة الشفافية الدولية في 2011- والتي استهدفت أشخاصاً لديهم تجارب مع كيانات حكومية مختلفة- أنه تم إجبارهم على دفع رشاوٍ، وكان معدل طلب الرشاوي بالأخص عالٍ عند أعضاء الشرطة والجمارك وجامعي الضرائب والمسؤولين عن الخدمات المتعلقة بالأراضي.

### الشرطة
يُزعم أن الشرطة السودانية تقوم بارتكاب العديد من الاعتداءات على حقوق الإنسان، من ضمنها إجراء اعتقالات تعسفية غير مبررة. بالإضافة، يُقال أن أعضاء الشرطة اعتادوا على استلام الرشاوي من المواطنين وأن عمليات التحقيق تخلو من أي ضمان للحقوق، مما يؤدي إلى حدوث عمليات انتقامية ضد منتقدي الشرطة باعتياد.
كما تتخطى قوات الشرطة السودانية جميع الوكالات الحكومية الأخرى في هذا المنحى، حيث أن العامة يشعرون أنها هي أكثرهم فساداً؛ كما أن مسؤولية تطبيق القانون تكون في العادة عرضةً للتدخل من قبل مسؤولين حكوميين، فإن تعيين الكثير من أعضاء الشرطة مبني لا على المؤهلات الاحترافية بل على صلات سياسية.

### الهيئات القانونية
لا تُعد المحاكم السودانية فرعاً مستقلاً للحكومة، ولذلك هي معرضة للتلاعب من قبل الأفرع الحكومية الأخرى، ومن الجدير بالذكر أن العوامل وراء عدم فعالية المحاكم السودانية تشمل قلة الموارد، ضعف في البنية التحتية، ضعف التمرين الذي يحظى به أعضاء الشرطة، وهذا بالإضافة إلى كون الرواتب التي يستلموها غير كافية. ينص تقرير أُصدر من قبل فريدم هاوس أن المحاكم السودانية معرضة للتلاعب السياسي وبالتالي لا تتطابق مع المعايير الشرعية الدولية.

### الجمارك
لا تُطبق تنظيمات الجمارك بانتظام، حيث يتم استثناء الشركات والمسؤولين ذوي الصلات السياسية من فريضة الضرائب، وبالتالي تقوم تلك الشركات بالحصول على دخل من خلال توريد السلع دون الحاجة لإعطاء جزء منه كضريبة.

### التعيين
في أغسطس 2015، تم علنياً اتهام رئيس سلطة دارفور الانتقالية الإقليمية والرئيس السابق لحركة التحرير والعدالة-التيجاني سيس- بالفساد، وقال أبو قردة أن التيجاني سيس كان لديه سلطة كاملة فوق منح المناصب الحكومية ذات الشأن الكبير والصغير، ويعني ذلك أن سيس كان قد قام بتعطيل سلطة دارفور الانتقالية الإقليمية ولذلك لم تحدث إلا أربع لقاءات لمجلس الوزراء خلال فترة أربع سنوات. نصح أبو غردة شعب دارفور بإزالة سيس من الحكم لفشله في تحسين أوضاع البلد ولسماحه للفساد بأن يسود في برنامج نزع السلاح والتسريح وإعادة الدمج الذي حاولت الأمم المتحدة أن تطبقه في مختلف مناطق السودان.  

### التوريد
يحتوي القانون السوداني على نصوص تخص تعارض المصالح الذي من الممكن أن يواجه مسؤولي التوريد الحكوميين، ويحتوي أيضاً على مواد تنص على مراقبة الشؤون المالية لهؤلاء المسؤولين، لكن لا تُطبق هذه القوانين عملياً. على سبيل المثال، يتم منح العقود الحكومية للشركات ذات الصلات الإسلامية دون اتباع خطوات المناقصة الرسمية؛ ثم تقوم تلك الشركات بإجراء عقود ثانوية مع الموالين للحزب الحاكم، مما يؤدي إلى إزالة أي تنافس وإلى فشل متكرر للشركات الصغيرة الناشئة.

### وزارة المالية والتمويل
في يناير 2014، قام الطاهر عبد القيوم، مراجع ضرائب يعمل لدى الحكومة، باتهام وزارة المالية السودانية بمسح أعباء تُقدر قيمتها بال16 مليار جنيه سوداني من دفتر الحسابات الخاص بها، وذكر المفتشون تفاوتات أخرى، من ضمنها اكتناز وزارات أخرى ل12.1 مليون دولار كان من المفروض أن تمتلكها وزارة المالية، ومن ضمنها أيضاً استهلاك وحدات حكومية معينة لأموال خارجة عن الميزانية، توظيف مستشارين لم يكن قد تم تجديد عقودهم، إعطاء دخل لموظفين سابقين في الحكومة، وقيام مسؤولين حكوميين ذوي شأن كبير بمنح رفاقهم صفقات بسعر أعلى من سعر السوق دون عقود مكتوبة.
في مارس 2014، حمل وزير الاقتصاد عادل عبد العزيز مسؤولية أداء السودان الضعيف في مؤشرات الفساد لوزارة المالية، حيث اتهمها بالإهمال الإداري وسوء إدارة الميزانية، وقال أيضاً أنها تقوم باستخدام الرشاوي والعروض والإتاوات لتحقيق مصالحها، وأنها تقوم بالتلاعب بتوزيع الأراضي من أجل نفس الغرض.
عادةً ما تكون تفاصيل الميزانية السودانية غامضةً بالكامل، مما يسمح بحدوث الاختلاس بسهولة. كان ترتيب السودان في مؤشر الميزانية المفتوحة الأسوأ في كل أفريقا الشرقية، ووفقاً للولايات المتحدة، تم اختلاس أكثر من ملياري دولار من أموال الحكومة في 2008. ليس هناك أية معلومات عن الميزانية العسكرية للسودان، مما يمنع أي فهم لطبيعة الصرف الذي يجريه الجيش السوداني.
لا توجد سيادة للقانون في جمع الضرائب في السودان، ولذلك يتم إقصاء الممتلكين للصلات السياسية من فريضة دفع الضرائب بينما يعاني الآخرون من ضرائب مرتفعة غير عادلة، ومن الجدير بالذكر أنه ليس هناك قانون ضريبي منتظم يتم تطبيقه عبر الدولة، مما يدفع العديد إلى الامتناع عن ذكر دخلهم بدقة أو استعمال طرق مبتكرة لتفادي الضرائب. بالإضافة، لا تمتلك الهيئة الوحيدة الموكلة بكتابة قوانين ضريبية الموارد اللازمة لتحسين البيئة التي يتم فيها جمع الضرائب، وهذا بالإضافة إلى انعدام الاستقلال فيها.

### معاملة وسائل الإعلام
تتعرض وسائل الإعلام في السودان للتلاعب السياسي وتعاني من عدم امتلاكها للاستقلال الصحافي، ولهذا تقوم الهيئات الحكومية بفرض مراقبة شديدة على الجرائد وتجبر وسائل الإعلام على نشر قصص تظهر الحكومة بمظهر جيد.
تحت قانون الصحافة والنشر الذي تم صياغته في 2009، من الممكن أن يتعرض الإعلاميين والمواطنين الناقدين للحكومة للمضايقة والاعتقال، وحتى العنف في بعض الأحيان. حدثت عمليات اعتقال وسلب واقتحام ضد الكثير من الجرائد الخاصة، وتم أيضاً رفض فيزا بعض الإعلاميين الأجانب.
وفقاً لموقع راديو دبنقا، تقوم الخدمة الأمنية السودانية بمراقبة جميع الجرائد السودانية يومياًَ، مطالبةً أن يقوم المحررون بحذف أو تعديل الأخبار التي تتناول مواضيع الفساد والشؤؤن الأمنية وجرائم الحرب التي ارتكبتها الحكومة السودانية ضد شعبها في دارفور وجنوب كردفان وضفة النيل الأزرق. وقد ذكر العديد من الإعلاميين أن الحزب الوطني الحاكم لا يسمح بنشر أي قصص لا ترمي إلى مصلحته.
في 22 يناير 2014، قامت الشرطة السودانية بمصادرة جميع نسخ جريدة الجريدة عند الطابعة الموجودة في المقر، ولم تقدم الحكومة أي تفسير لهذا الفعل، إلا أن القصة الرئيسية في الجريدة التي كان سيتم نشرها ذلك اليوم تحدثت عن الفساد في شركة القطن السودانية، وتمثلت القصة في اتهام وجهه مكتب المراجع العام ضد بدر الدين محمود، وزير المالية ومحافظ نائب سابق لبنك السودان المركزي، ينص على ارتكاب الأخير لعدة جرائم، من ضمنها التزوير وسوء استخدام العمل القانونية. زعمت القصة أنه ارتكب تلك الجرائم عندما كان يترأس لجنة معنية بشراء أماكن لحلج القطن.
في يوليو 2015، أمرت الحكومة السودانية مدير الهيئة العامة السودانية للبث الإذاعي والتلفزيوني بالتوقف عن بث «بيت الجالوس»، برنامج راديو جديد كان يتم استضافته من قبل عالم النفس وكاتب السيناريوهات علي بالدو، حيث قام الأخير بالتحدث عن الفساد والمحسوبية المتزايدة في السودان. اتهم بالدو العديد من القادة البارزين والشخصيات ذات الصيت في الإعلام السوداني بالضغط على المسؤولين لإيقاف بث البرنامج.  

### معاملة المنظمات الغير حكومية
وفقاً لفريدم هاوس، لقد ساءت الأوضاع كثيراً بالنسبة للمنظمات الغير حكومية في السودان بسبب العدوانية التي تتعامل بها الحكومة السودانية مع المنتقدين لها. في 2009، عندما تم إصدار رخصة اعتقال ضد عمر البشير، قامت السودان بالرد من خلال طرد العديد من المنظمات الإنسانية الدولية، والحصيلة كانت أنها قامت بسحب رخص 13 منظمة غير حكومية أجنبية وإغلاق ثلاث منظمات غير حكومية محلية قسرياً وبشكل دائم.

### الانتخابات
يطغى الفساد على الانتخابات السودانية. تم إعادة انتخاب عمر البشير بأغلبية ساحقة في انتخابات 2010، والتي مثلت أول انتخابات مفتوحة أُجريت في الدولة في فترة عقدين، ولكن عبر المراقبون الدوليون عن قلقهم الشديد بشأن الاحتيال والتهديد الذي حصل في سياق الانتخابات. وفقاً للمراقبين، لم تكن الانتخابات نزيهة بحسب المعايير الدولية، كما أعلنت وزارة الخارجية الأمريكية أن الانتخابات لم تكن نزيهة أو حرة.
استحال توفر النزاهة في انتخابات 2010 بسبب القيود الصارمة على حرية الصحافة والتجمع والتعبير في السودان، وهذا بالإضافة إلى انعدام تغطية إعلامية شاملة وشراء الأصوات. بينما قامت بعض الأحزاب المعارضة بمقاطعة الانتخابات، امتنعت الأحزاب الأخرى التي شاركت فيها عن الاعتراف بالنتائج واتهمت الحزب الحاكم بتزوير الانتخابات. قبل الانتخابات، تم التعرف على العديد من المرشحين الذين قاموا بالانسحاب بشرط أن يتم إعطائهم رشاوٍ إما بشكل مباشر أو غير مباشر، مما دفع البعض لدخول حلبة الانتخاب دون أن يطمحوا بالفوز، بل فقط لكي يتم عرض مبلغ مالي عليهم مقابل انسحابهم.
كتب دان موريسون في صحيفة «نيويورك ديلي نيوز» (الأخباراليومية لنيويورك) عن انتخابات أبريل 2010، قائلاً إنه بالإضافة إلى «المشاكل الهيكلية» مثل «التلاعب بإحصاء السكان، رسم خرائط انتخابية منحازة، ملئ اللجنة الانتخابية الوطنية بإيدولوجيين من الحزب الحاكم، أو استعمال الواسطة لمنع إحصاء بعض الأصوات وزجر التنافس»، تم الإبلاغ عن السماح لبعض طلاب المدارس بالتصويت وعن جنود قاموا بالتصويت في «معسكرهم وفي نفس الوقت (وهذا بالفعل أمر سحري) في القرى التي ترعرعوا بها والتي تبعد عنهم بمئات الأميال،» وقام بذكر أن بعض المشرفين على الانتخابات قاموا باستعمال «محاليل لتمييع الحبر الغير قابل للمسح والذي من المفروض أن يقوم بتلطيخ الأيادي لمنع التصويت مرة أخرى»؛ وقام في النهاية بذكر الأخبار عن صناديق انتخاب «تم حشوها بالأصوات خلسةً وصناديق أخرى كانت فارغةً».

### بيع الأراضي العامة
تم بيع مقدار كبير من الأراضي في جنوب دارفور في 2014. في نوفمبر من ذلك العام، تم بدء تحقيق لتحديد ما إذا كان قد تم بيع تلك الأراضي لمالكين غير مؤهلين حصلوا عليها بسبب صلاتهم السياسية (دون أخذ الموافقة من الجهات المعنية). بدورها، تم اتهام اللجنة التحقيقية بعدم أخذ الإجراءات القانونية اللازمة ضد المسؤولين عن المبيعات الغير قانونية.

### سوء التخصيص في برنامج نزع السلاح والتسريح وإعادة الدمج
في أواخر 2014، اتُهم تيجاني سيس، قائد حزب العدالة والتحرير، من قبل وزير الصحة بتسخير حرسه الشخصي- بدلاً من موظفي الحزب- للمساعدة في برنامج نزع السلاح والتسريح وإعادة الدمج، مما سمح بسلب كمية من الأموال الحكومية تُقدر بال2 مليار دولار ووضعها في حسابات مصرفية مجهولة، وتُعد هذه العملية مثالاً لسوء التخصيص والاختلاس الذي يحدث في السودان.

## الفساد في سوق العمل
يُعد القطاع الخاص في السودان مكتظاً بالفساد، وهذا يعود إلى عدم وجود أية مقاييس تهدف إلى تعزيز الشفافية، ولذلك تقوم العديد من منظمات العمل الدولية بتحذير المستثمرين من الدخول في بيئة العمل السودانية، حيث يعتبرون أن ذلك يشكل مجازفة كبيرة.
لا يمكن ممارسة الأعمال في السودان دون توفير عدد كبير وغير اعتيادي من الملفات السجلية وإعطاء رسوم مسبقة والمرور في العديد من الإجراءت التي تزيد من احتمالية قيام الموظفين أو المسؤولين بطلب الرشاوي من أجل تسريع العملية أو تجاهل قواعد معينة. كان ترتيب السودان 135 (من أصل 183 دولة) في مؤشر سهولة ممارسة الأعمال الذي أُصدر في عام 2012، وقامت مؤسسة المعايير المالية بوصف السودان كدولة من الصعب ممارسة الأعمال فيها.

### قطاع النفط
بعد انشقاق جنوب السودان، مما أدى إلى حصولها على معظم الثروة النفطية في الإقليم، قامت الحكومة السودانية بفرض تنظيمات حازمة أكثر على إنتاج الجزء الباقي. يُروى أن عمر البشير كان يقوم بوضع العائدات القادمة من إنتاج النفط السوداني في حساباته المصرفية الخاصة، وأحد الأدلة على ذلك يتمثل في تقرير أصدرته منظمة ويكيليكس ينص على أن عمر البشير قام باختلاس ما يقارب ال9 مليون الدولار من عائدات النفط السوداني.

### الرياضة
وفقاً لتقرير أُصدر في سبتمبر 2015، أدى انعدام الرقابة في مسألة بيع التذاكر لمباريات كرة القدم إلى تشكل شبكة إجرامية تحصل على المكاسب من خلال التلاعب بشكل غير قانوني في بيع التذاكر. المشاركون في هذا النوع من الفساد هم بائعي التذاكر وموظفي الملاعب والسلطات التنظيمية المسؤولة.
يقوم موظفي الملاعب بتمزيق عدد قليل من التذاكر التي يتم إعطائهم إياها من قبل المشجعين. ثم يقومون بإعادة بيع معظمها إلى المسؤول عن بيع التذاكر، والذي يقوم بدوره بإعادة بيعها للعامة، مما يؤدي إلى حدوث ازدحام في الملاعب.
يُزعم أنه يتم إدارة هذه الخطة من قبل مافيا. كما يقوم بعض المشجعين بالدخول إلى المباريات عن طريق تقديم رشاوٍ للموظفين يكون مقدارها أقل من سعر التذكرة، ويتم رسمياً تسجيل هذه المعاملة كتغطية لسعر التذكرة الكامل؛ تؤدي هذه الظاهرة إلى خسائر كبيرة تعاني منها النوادي الرياضية والمدن التي تتواجد فيها، وهذا بدوره يولد ذعراً عند المستثمرين الرياضيين. ولكن فشل اتحاد السودان لكرة القدم، والذي يوظف المرتكبين لهذه الأعمال، في التعامل معها بشكل جدي.

### التنقل
الفساد ظاهرة مستفشية في بيع تذاكر الحافلات في السودان. بعد أن يتم بيع حوالي النصف من التذاكر المحددة لأي رحلة بالسعر الرسمي عند مكتب التذاكر، يتم إغلاق منافذ البيع الرسمية ويبدأ المحصلون ببيع التذاكر المتبقية بضعف السعر في السوق السوداء.عندما يبدأ شارو التذاكر بالتذمر، يُبلغون أنه تم تخصيص تلك التذاكر للجنود أو أنه تم حجزها مسبقاً من قبل ركاب آخرين.
بالإضافة، بعد أن يتم بيع كل التذاكر، إما قانونياً أو غير قانونياً، يقوم السائق أو المحصل بتحميل ركاب إضافيين على الحافلة، وهذا يحدث بالعادة تحت إشراف شرطة الطرق التي تتغاضى عن التبليغ عن هذه الظاهرة. بالتالي، يمكن اعتبار رجال الشرطة هؤلاء مشاركون في هذا النظام المعتمد على الفساد.
يقوم المحصلون أيضاً بتسجيل مواعد رحيل خاطئة للحافلات، وهذا يسمح لسائق الحافلة بأن يقود بسرعة عالية أو يجري رحلات إضافية، وتشارك الشرطة التي تقف عند نقط التفتيش في الطرق السريعة بهذه الخطة، حيث يقومون بالتغاضي عن هذه الخدع. هذا النوع من الفساد لا يؤدي فقط إلى غش الزبائن، بل أيضاً يهدد حياتهم وحياة الآخرين، ومن الجدير بالذكر أن حوادث الطرق التي تجري مع الحافلات تُبطل أي تعويض يمكن أن يحصل عليه الفرد من خلال التأمين (إذا كان لديه تامين).

## المحسوبية
المحسوبية والتفضيل مشكلتان منتشرتان بكثرة في السودان. من الشائع أن يقوم رجال الأعمال بمنح مبالغ مالية لأفراد من عائلتهم ذوي مناصب حكومية مقابل تقديم الأخير للعقود.
يتحكم القادة الرئيسيون للحزب الحاكم ب164 شركة على الأقل. على سبيل المثال، يُعد أخ عمر البشير أحد أغنى الرجال في السودان، وهذا لأنه هو المتحكم بصناعة وتجارة الإسمنت والمورد الرئيسي للإسمنت الذي تستعمله شركة البناء المشرفة على سد مروي. يُزعم أن أخان آخران لعمر البشير هما المالكان الأساسيان للأسهم في شركة ضخمة؛ هذه الشركة تسيطر بدورها على أسهم أكثر من 20 شركة تابعة موجودة في البلد.

## الفساد في برنامج إزالة الألغام
في نوفمبر 2014، قام عمال كان قد تم إقالتهم من الهيئة السودانية لمكافحة الألغام باتهام رئيسها بسرقة عدد كبير من الأجهزة التقنية التي كان قد تم استعارتها من الأمم المتحدة، بالإضافة إلى تأسيس شركات وهمية في الضعين وزالنجي وشرق ووسط ولاية دارفور، عوضاً عن تزويره للفواتير والاستيلاء على «مراكب ومعدات ومفروشات مكتبية» قُدرت قيمتها بالنصف مليون جنيه سوداني. وقال أحد العمال السابقين أن الرئيس كان قد قام بإعطاء 20 سيارة من طراز تويوتا لاند كروزر إلى أفراد لم يكن لهم أي صلة ببرنامج إزالة الألغام، وقال نفس العامل أن ثلاث مولدات طاقة أساسية كانت قد اختفت فجأةً.

## جهود مكافحة الفساد
لم يكن لدى السودان هيئة موكلة بمكافحة الفساد حتى وقت قصير من الآن، وتقريباً لم يتم التحقيق في تهم الفساد أبداً، رغم أن المراجع العام شجع على اللحاق ببعض المسؤولين المُتهمين باختلاس الأموال الحكومية. في لقاء طارئ لمجلس الوزراء حدث في مارس 2014، قام البشير بأمر مجلس الوزراء الخاص به بمكافحة الفساد وقدم خطة إصلاحية تهدف إلى محاربة الفساد، حيث أدلى أنه سيقوم بتوكيل لجنة جديدة بالإضافة إلى خمس لجان تابعة لها بتطبيقها. رغم أن الحكومة عبرت عن رغبتها بمكافحة الفساد، فشلت الهيئة المُشكلة في إجراء مهمتها ضد المسؤولين الحكوميين المُرتكبين لأعمال الفساد.
من المفروض أن تكون الهيئة المعنية بالكشف عن أعمال الفساد بمثابة ديوان مظالم، ولكنها تعاني من انعدام الاستقال وقلة التمويل. مكتب المراجع العام نظرياً مستقل بحسب القانون السوداني، ولكنه عملياً يكون عرضةً للتأثير السياسي. لا يمتلك المكتب الموارد الكافية لإجراء عمله ونادراً ما تقوم الحكومة بأخذ أي خطوة لمحاربة الفساد. كما أن المكتب نفسه اتُهم بالفساد، وتم في 2007 فصل ثلاث مسؤولين عالين الرتبة مُنتمين إلى المكتب في إطار التحقيق في قضية متعلقة بالاختلاس.
وفقاً لأحد المصادر، الأسباب وراء عدم امتلاك السودان لمقاييس فعالة في محاربة الفساد تشمل: بروتوكولات إدارية ضعيفة؛ إرادة سياسية «متقلبة» في مسألة محاربة الفساد؛ وتغبيش التمييز بين الحكومة والحزب السياسي الحاكم. قامت السودان بدعم بروتوكولات محاربة الفساد التي أصدرتها الأمم المتحدة، ولكن المسؤولين الحكوميين ما زالوا غير معنيين بالكشف عن شؤونهم المالية وتكاد الشفافية أن تكون منعدمة.
من المفروض أن يحمي القانون السوداني المسؤولين المُبلغين عن الفساد، ولكن في الواقع يتم إجراء عمليات انتقامية ضد كاشفي الفساد.  